# 300 (комикс)
«300» — комикс (графический роман) американского писателя и художника Фрэнка Миллера и колористки Линн Варли. В основе комикса лежит известное историческое событие — Фермопильское сражение, изображённое в фантастической обработке.

## Сюжет
Спартанский царь Леонид со своими лучшими воинами идёт на войну с персидской армией Ксеркса. Он решает остановить персов в ущелье Фермопилы. Перед началом битвы горбун Эфиальт просит Леонида принять его в своё войско, но ему отказывают.
Спартанцы и их союзники сражаются два дня и две ночи. В перерыве между боями Ксеркс встречается с Леонидом и предлагает ему сдаться, в обмен обещая власть и богатство. Леонид не соглашается. Эфиальт показывает персам тайный проход в горах, чтобы напасть на спартанцев с тыла.
Перед последней схваткой Леонид приказывает Дилию, одному из своих воинов, уходить в Спарту, чтобы рассказать о сражении. На третий день персы окружают спартанцев, и Ксеркс снова предлагает Леониду сдаться. Леонид снова не соглашается, и оставшихся спартанцев убивают.
Комикс заканчивается на том, как Дилий со своим отрядом готовится к новой битве с персами — битве при Платеях.

## История создания и публикации
Комиксы создавались под влиянием фильма «Триста спартанцев» (1962), который Фрэнк Миллер смотрел в детстве. Кроме этого, автор основывался на работах Геродота. Сначала «300» печатались как серия из пяти ежемесячных выпусков, которые назывались «Честь», «Долг», «Слава», «Битва» и «Победа». Первый выпуск вышел в мае 1998 года. Под одной обложкой все выпуски были напечатаны в 1999 году.

## Критика
Писатель и автор комиксов Алан Мур критиковал «300» за историческую недостоверность. В комиксе Фрэнка Миллера спартанцы презрительно говорят об афинянах как о «любителях мальчиков», между тем, подчёркивает Мур, известно, что среди спартанцев были распространены гомосексуальные отношения. Об исторической недостоверности говорили также авторы книги Classics and Comics Джордж Ковакс и С.В. Маршалл, аргументировав это тем, что настоящие спартанцы не воевали полуобнажёнными. Сам Миллер объяснял, что на древнегреческих вазах воины часто изображены обнажёнными, и по этой причине он в своём комиксе изобразил спартанцев таким образом. Эмили Фейри писала о том, что древние персы изображены аморальными и больше напоминают этнических африканцев и арабов.
Обозреватель Аарон Альберт писал о том, что хотя Миллер позволяет себе вольную трактовку истории, но «300» — это художественное изображение реальных событий.

## Награды
Комикс получил три премии Эйснера (1999): в номинациях «Лучшая серия», «Лучший автор и художник» и «Лучший колорист».

## Экранизация и иные использования
- В 2007 году вышел фильм «300 спартанцев» режиссёра Зака Снайдера[7].
- В 2007 году выпущена компьютерная игра 300: March to Glory (Марш к славе) для игровой консоли PlayStation Portable.